# Santa Olaja de Eslonza
Santa Olaja de Eslonza es una localidad española del municipio de Gradefes, en la provincia de León, comunidad autónoma de Castilla y León. Se encuentra a 20 kilómetros de la capital provincial, entre los ríos Esla y Porma, en el valle de Eslonza.

## Geografía

### Ubicación
| Noroeste: Castrillo del Porma | Norte: Villarratel | Noreste: Valduvieco         |
| Oeste: Villimer               |                    | Este:San Miguel de Escalada |
| Suroeste Palazuelo de Eslonza | Sur: Villarmún     | Sureste: Valle de Mansilla  |

## Demografía
Evolución de la población
| Gráfica de evolución demográfica de Santa Olaja de Eslonza entre 2000 y 2016 |
|                                                                              |
| Población de derecho (2000-2016) según el padrón municipal del INE           |

## Comunicaciones
Para llegar desde León, se deberá coger la N-601, y en Puente Villarente tomar el desvío de Gradefes, el pueblo se encuentra en el kilómetro 9.

## Economía
La estructura económica del municipio presenta una débil actividad industrial, con una gran dependencia del sector servicios. El peso de la agricultura y ganadería fue tÍpicamente el motor del pueblo en los años 50 y 60. Con la industrialización del campo, se produjo el éxodo rural. El pueblo llegó a tener 300 habitantes en los años 50 y 60.

## Patrimonio
Se encuentra situado el monasterio de San Pedro de Eslonza, un antiguo cenobio benedictino sito en las cercanías de Santa Olaja de Eslonza (al otro lado del río Moro). Reducido hoy a una completa ruina, fue en su momento el segundo monasterio más importante de la provincia, después del de San Benito de Sahagún; en él cursó tres años de pasantía (1698-1701) Benito Jerónimo Feijoo, destacada figura de la primera Ilustración española. En sus cercanías se localizan otros tres notables monasterios: San Miguel de Escalada, Santa María de Gradefes y Santa María de Sandoval.

## Fiestas
Santa Eulalia
Es la patrona del pueblo, de la que toma el nombre. Se celebra el 10 de diciembre con misa solemne y una comida de hermandad.
Virgen del Rosario
Es la fiesta del pueblo, se celebra el primer domingo de octubre; se festejan los tres días del fin de semana.
Fiesta de la Virgen de Villamoros
Se celebra el último domingo de mayo en la ermita del pueblo.
Semana cultural
Se celebra la primera semana de agosto, en la que tienen lugar procesiones con la Virgen de Villamoros y distintas actividades lúdicas y deportivas.

## Parques y jardines
- Parque infantil Santa Olaja de Eslonza

## Gastronomía

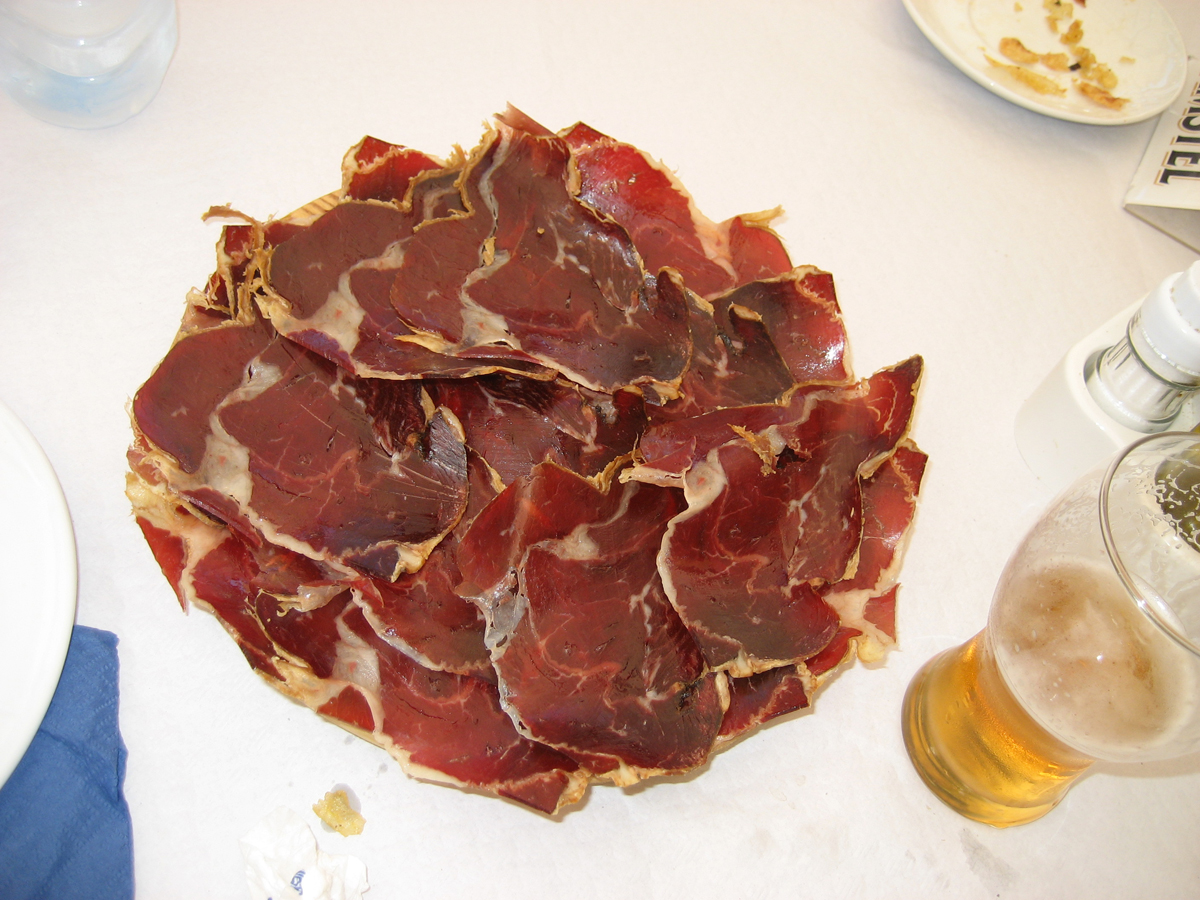
Plato de cecina de León

La gastronomía en Santa Olaja de Eslonza ofrece una gran variedad de platos y postres, estando ligada al campo y a la ganadería de la zona.